# Frigga opulenta
Frigga opulenta är en spindelart som beskrevs av Galiano 1979. Frigga opulenta ingår i släktet Frigga och familjen hoppspindlar. Inga underarter finns listade i Catalogue of Life.